# Kepler-1649
Kepler-1649 es una estrella enana roja de tipo espectral M5V con un radio de 0,232 R☉, una masa de 0,198 M☉ y una metalicidad de -0,15 [Fe/H].
Dos planetas confirmados orbitan la estrella: Kepler-1649b y Kepler-1649c. Kepler-1649b es similar a Venus, mientras que Kepler-1649c es un exoplaneta potencialmente habitable similar a la Tierra, con el 5º ESI más alto en diciembre de 2020.
| Compañero (En orden para la estrella) | Masa | Semieje mayor (UA) | Periodo orbital (Días) | Excentricidad | Inclinación          | Radio              |
| ------------------------------------- | ---- | ------------------ | ---------------------- | ------------- | -------------------- | ------------------ |
| b                                     | —    | 0.0514±0.0028      | 8.689099±0.000025      | —             | 89.150+0.110 −0.079° | 1.017±0.051 R🜨     |
| c                                     | —    | —                  | 19.53527±0.00010       | —             | 89.339±0.056°        | 1.06+0.15 −0.10 R🜨 |